# Vriesea amadoi
Vriesea amadoi là một loài thuộc chi Vriesea. Đây là loài đặc hữu của Brasil.